# Sjuvajaure (Arjeplogs socken, Lappland)
Sjuvajaure är en sjö i Arjeplogs kommun i Lappland och ingår i Piteälvens huvudavrinningsområde. Sjön har en area på 0,435 kvadratkilometer och ligger 695 meter över havet. Sjön avvattnas av vattendraget Njuovojåkkå.

## Delavrinningsområde
Sjuvajaure ingår i det delavrinningsområde (739516-159604) som SMHI kallar för Ovan 739254-158934. Medelhöjden är 700 meter över havet och ytan är 33,69 kvadratkilometer. Det finns inga avrinningsområden uppströms utan avrinningsområdet är högsta punkten. Njuovojåkkå som avvattnar avrinningsområdet har biflödesordning 3, vilket innebär att vattnet flödar genom totalt 3 vattendrag innan det når havet efter 275 kilometer. Avrinningsområdet består mestadels av skog (68 procent) och kalfjäll (24 procent). Avrinningsområdet har 0,64 kvadratkilometer vattenytor vilket ger det en sjöprocent på 1,9 procent.